# Бризен, Курт фон
Курт фон Бризен (нем. Kurt von Briesen; 3 мая 1886, Анклам, Померания — 20 ноября 1941, в районе Изюма, Харьковская область, УССР, СССР) — немецкий военный деятель, генерал пехоты.

## Биография
Родился в семье генерала пехоты Альфреда фон Бризена. 26 сентября 1904 года поступил фаненюнкером во 2-й императора Франца гвардейский гренадерский полк. 22 апреля 1905 года он был произведен в фенрихи, а 27 января 1906 года — в лейтенанты. С октября 1910 года исполнял обязанности адъютанта батальона. 19 июля 1913 года он стал обер-лейтенантом и с 1 октября 1913 года был командирован для обучения в военную академию.
С началом Первой мировой войны Бризен покинул академию и был назначен полковым адъютантом 15-го резервного пехотного полка. Он служил на Западном фронте во Франции и был там ранен 23 августа 1914 года. После госпитализации и выздоровления с 28 октября 1914 года служил в качестве адъютанта 26-й резервной пехотной бригады. На этой должности он был произведен в капитаны 27 января 1915 года. В 1916 году переведен в штаб IV армейского корпуса. 7 сентября 1916 года Бризен был зачислен в Генеральный штаб и назначен первым офицером штаба 239-й пехотной дивизии. За свои заслуги он был награжден Железным крестом обоих классов, а в апреле 1918 года — Рыцарским крестом ордена дома Гогенцоллернов с мечами.
После окончания войны Бризен с января по апрель 1919 года командовал 52-м добровольческим батальоном, а затем назначен во II армейский корпус в качестве первого офицера штаба. С 1 октября 1919 года он работал на той же должности в штабе II военного округа, пока не был окончательно уволен с военной службы 9 марта 1920 года, покинув службу 31 марта 1920 года. С этой даты Бризену присвоено звание майора.
1 мая 1922 года Бризен был назначен офицером «земельной службы» (Landesschutzoffiziere) II военного округа в Штеттине и организовал охрану границы в Померании.
Он был восстановлен на службе 1 апреля 1934 года как комендант Нойштеттина, а 15 октября 1935 года назначен командиром 69-го пехотного полка в Гамбурге. В начале февраля 1938 года Бризен стал командиром 30-й пехотной дивизии в Любеке. После начала Второй мировой войны он сражался со своей дивизией в Польше и 27 октября 1939 года был награжден Рыцарским крестом Железного креста. Со своим соединением он также принял участие во Французской кампании. Его дивизии выпала честь пройти мимо Триумфальной арки в Париже в качестве особой награды. 25 ноября 1940 года Бризен был произведен в генералы пехоты и назначен командующим LII армейским корпусом. Участвовал в нападении Германии на СССР. Во время поездки на фронт в районе г.Изюма, 20 ноября 1941 года, фон Бризен был убит при обстреле его автомобиля советской авиацией.

## Звания
- Фанен-юнкер (16 сентября 1904)
- Фенрих (22 апреля 1905)
- Лейтенант (27 января 1906) — патент от 21 июля 1904 года.
- Обер-лейтенант (19 июля 1913)
- Гауптман (27 января 1915)
- Майор запаса (31 марта 1920)
- Оберст-лейтенант (1 апреля 1934)
- Оберст (1 мая 1934)
- Генерал-майор (1 августа 1937)
- Генерал-лейтенант (27 августа 1939)
- Генерал пехоты (1 августа 1940)

## Награды
- Серебряная юбилейная медаль для иностранцев (Австро-Венгрия; 1908)
- Железный крест
  - 2-го класса (сентябрь 1914)
  - 1-го класса (декабрь 1914)
- Орден Франца Иосифа, рыцарский крест (Австро-Венгрия)
- Королевский орден дома Гогенцоллернов, рыцарский крест с мечами (апрель 1918)
- Нагрудный знак «За ранение» в черном
- Орден Святого Иоанна (Бранденбург), почетный рыцарь
- Почетный крест ветерана войны с мечами
- Медаль «За выслугу лет в вермахте» 4-го, 3-го и 2-го класса (18 лет)
- Пряжка к Железному кресту
  - 2-го класса (20 сентября 1939)
  - 1-го класса (4 октября 1939)
- Рыцарский крест Железного креста (27 октября 1939)
- Нагрудный знак «За ранение» в серебре
- Орден Заслуг (Венгрия), командорский крест со звездой и мечами (11 сентября 1941)
- Упоминание в Вермахтберихт (22 ноября 1941)
- Медаль «За зимнюю кампанию на Востоке 1941/42» (посмертно)